# Myke Henry
Mychael „Myke” Henry (ur. 23 grudnia 1992 w Chicago) – amerykański koszykarz, występujący na pozycjach rzucającego obrońcy lub niskiego skrzydłowego, od 2023 zawodnik Libertadores de Querétaro.
W 2011 wystąpił w meczu gwiazd amerykańskich szkół średnich – All-American Championship.
Mając 17 lat stracił brata D.J-a., który w wieku 15 lat został zastrzelony jako niewinny widz wojny gangów w Chicago.
23 lipca 2018 został zawodnikiem izraelskiego Ironi Naharijja.
30 września 2019 dołączył do obozu szkoleniowego Oklahoma City Thunder. 17 października opuścił klub.
30 listopada 2022 zawarł umowę z ENEA Abramczyk Astorią Bydgoszcz. 7 maja 2023 dołączył do wenezuelskiego Gaiteros del Zulia.

## Osiągnięcia
Stan na 3 grudnia 2023, na podstawie, o ile nie zaznaczono inaczej.

### NCAA
- Uczestnik II rundy turnieju NCAA (2013)
- Zaliczony do składu All-Academic Big:
  - East (2016)
  - Ten (2013)
- Lider Big East w skuteczności rzutów z gry (53,6% – 2016)[10]

### Indywidualne
- Uczestnik meczu gwiazd ligi izraelskiej (2019)

### Reprezentacja
- Wicemistrz świata 3x3 (2016)[11]